# Comes Britanniarum

Le comes Britanniarum est un général romain de la fin de l'Empire ayant pour charge le commandement des troupes mobiles et permanentes de Bretagne. Il est un des trois postes de généraux en Bretagne, et fut probablement institué comme permanent par Stilicon. 

## Forces
La Notitia dignitatum indique que sous son commandement combattaient six unités de cavalerie et trois unités d'infanterie sillonnant la Bretagne, ce qui fait environ 6 000 soldats.

## Création du poste et liste des dignitaires
Le poste a sans doute été créé au milieu du IVe siècle, par et pour Gratien l'ancien. Bien que le titre soit honorifique, il fut sans doute éphémère. Il disparut d'ailleurs avec la chute de l'Empire en Bretagne.
La liste (tronquée) des comes Britanniarum est la suivante (les dates représentent les années probables de service) :
- Gratien l'ancien (340-344) ;
- Théodose l'ancien (368-375) ;
- Magnus Maximus (380-383);
- Caradocus ? (380-???) ;
- Constantin lll ? (407-411).